# Four Mile Lagoon (sjö i Belize, Corozal, lat 18,35, long -88,41)
Four Mile Lagoon är en sjö i Belize. Den ligger i distriktet Corozal, i den norra delen av landet, 130 km norr om huvudstaden Belmopan.